# Fåskärsbottnen
Fåskärsbottnen är en fjärd i Finland.   Den ligger i landskapet Österbotten, i den västra delen av landet, 400 km nordväst om huvudstaden Helsingfors.